# Tinker Bell and the Legend of the NeverBeast
Tinker Bell and the Legend of the NeverBeast (Tinker Bell y la bestia de Nunca Jámas en Hispanoamérica; Campanilla y la leyenda de la bestia en España) es una película de animación y fantasía estadounidense de 2015 dirigida por Steve Loter. Es la sexta y última entrega de la serie de películas de Tinker Bell. Fue el último largometraje producido por DisneyToon Studios tres años antes de su cierre el 28 de junio de 2018, y la última de las sucesiones de largometrajes de Walt Disney Animation Studios producidas directamente en video, tras 21 años de producciones de este tipo.
Mae Whitman, Lucy Liu, Raven-Symoné, Megan Hilty, Pamela Adlon, y Anjelica Huston repiten sus papeles como Tinker Bell, Silvermist, Iridessa, Rosetta, Vidia y la Reina Clarion. Ginnifer Goodwin se une al reparto, reemplazando a Angela Bartys como la voz de Fawn en esta película.

## Trama
Fawn, una talentosa hada de los animales, se mete en problemas con frecuencia por albergar criaturas peligrosas en Pixie Hollow (“Tierra de las Hadas” en Hispanoamérica; “Hondonada de las Hadas” en España), como murciélagos, serpientes y, más recientemente, una cría de halcón. La Reina Clarion le aconseja que escuche a su cabeza, además de a su corazón. Mientras enseña a los conejos a saltar, Fawn descubre una misteriosa criatura en una cueva, que aparentemente tiene una espina clavada en una pata. Fawn intenta ayudar a la bestia y descubre que no es feroz. Con el tiempo, crea un vínculo con la criatura, a la que llama Gruff, y se da cuenta de que está construyendo torres de roca.
Mientras tanto, una ambiciosa hada exploradora llamada Nyx investiga la situación, buscando en la biblioteca a qué se enfrenta. Usando información obtenida de varias páginas arrancadas de un libro de animales no revelado, descubre que Gruff es en realidad la Bestia Inmortal, una criatura legendaria que despierta una vez cada milenio, cuando construye y usa torres de roca para transformarse en una bestia aterradora capaz de destruir Pixie Hollow. Fawn les asegura a sus amigas que Gruff es inofensivo, pero ellas se muestran escépticas. Tinker Bell (“Campanilla” en España) le dice que, aunque no represente una amenaza, Pixie Hollow no es un lugar seguro para Gruff.
Un día, Gruff desaparece y unas ominosas nubes verdes comienzan a formarse en el cielo. Nyx y las exploradoras parten para capturar a Gruff. Al darse cuenta de que construye torres en cada estación de Pixie Hollow, Fawn busca en Verano mientras Tinker Bell se dirige a Invierno. Tinker Bell se encuentra con Gruff, quien comienza a transformarse en la bestia de la leyenda de Nyx. Intenta animarlo a esconderse, pero Gruff la aparta de un manotazo con su cola recién desarrollada, dejándola inconsciente. Fawn llega y se sorprende al encontrar a Tinker Bell. Observa con horror cómo a Gruff le salen un par de alas enormes, a juego con sus cuernos y cola. Desaparece y Fawn lleva a Tinker Bell a casa rápidamente.
Desconsolada al descubrir que Gruff es en realidad un monstruo, Fawn acepta atraerlo a la trampa de Nyx y Gruff es capturado. Tinker Bell despierta y explica que Gruff la salvó de ser aplastada por un árbol que caía. Fawn se da cuenta de que malinterpretó la situación y vuela a rescatarlo. Ella y sus amigos logran liberarlo, pero su visión se ve obstaculizada por el noqueador que Nightshade usó durante su captura. Fawn finalmente comprende el propósito de Gruff: absorbe los rayos de las tormentas usando las torres para evitar que destruyan Pixie Hollow. Le dice que siga el brillo de sus alas y ambos se dirigen a las torres.
El plan funciona bien hasta que Nyx destruye la última torre, creyendo aún que Gruff es un peligro. Sin tiempo para reconstruirla, Fawn lleva a Gruff al ojo de la tormenta, donde absorbe todos los rayos. Gruff aparta a Fawn justo a tiempo, y ambos caen al suelo, poniendo fin a la tormenta. Los cuernos y las alas de Gruff quedan destruidos, pero los exploradores de Nyx lo salvan. Fawn también es capturado, pero aparentemente ha muerto a causa del poder de la tormenta. Mientras Gruff llora su pérdida, el rayo que absorbió produce una chispa que revive a Fawn, para alegría de todos.
Durante los siguientes días, Gruff ayuda a reconstruir Pixie Hollow hasta que Fawn se da cuenta de que es hora de hibernar otros 1000 años, lo que significa que las hadas no lo volverán a ver. Con tristeza, las hadas guían a Gruff de vuelta a su cueva en una ceremonia de despedida e intentan que su sueño sea lo más placentero posible. Fawn transmite una nueva leyenda a las futuras generaciones de hadas, una donde la Bestia Inmortal no es un monstruo, sino el Héroe de Pixie Hollow.

## Lanzamiento
La película se estrenó en cines en mercados seleccionados el 12 de diciembre de 2014. En Estados Unidos, tuvo un estreno limitado en cines, estrenándose el 30 de enero de 2015 en el El Capitan Theatre durante 13 días. posteriormente lanzándose directamente para video el 3 de marzo de 2015.